# Gare de Ronchamp
La gare de Ronchamp est une gare ferroviaire française de la ligne de Paris-Est à Mulhouse-Ville, située sur le territoire de la commune de Ronchamp, dans le département de la Haute-Saône, en région Bourgogne-Franche-Comté.
Elle est mise en service en 1858 par la Compagnie des chemins de fer de l'Est. C'est un point d'arrêt sans personnel de la Société nationale des chemins de fer français (SNCF) desservi par des trains TER Bourgogne-Franche-Comté.

## Situation ferroviaire
Établie à 358 mètres d'altitude, au pied de la colline de Bourlémont, la gare de Ronchamp est située au point kilométrique (PK) 421,126 de la ligne de Paris-Est à Mulhouse-Ville, entre les gares de Lure et de Champagney.

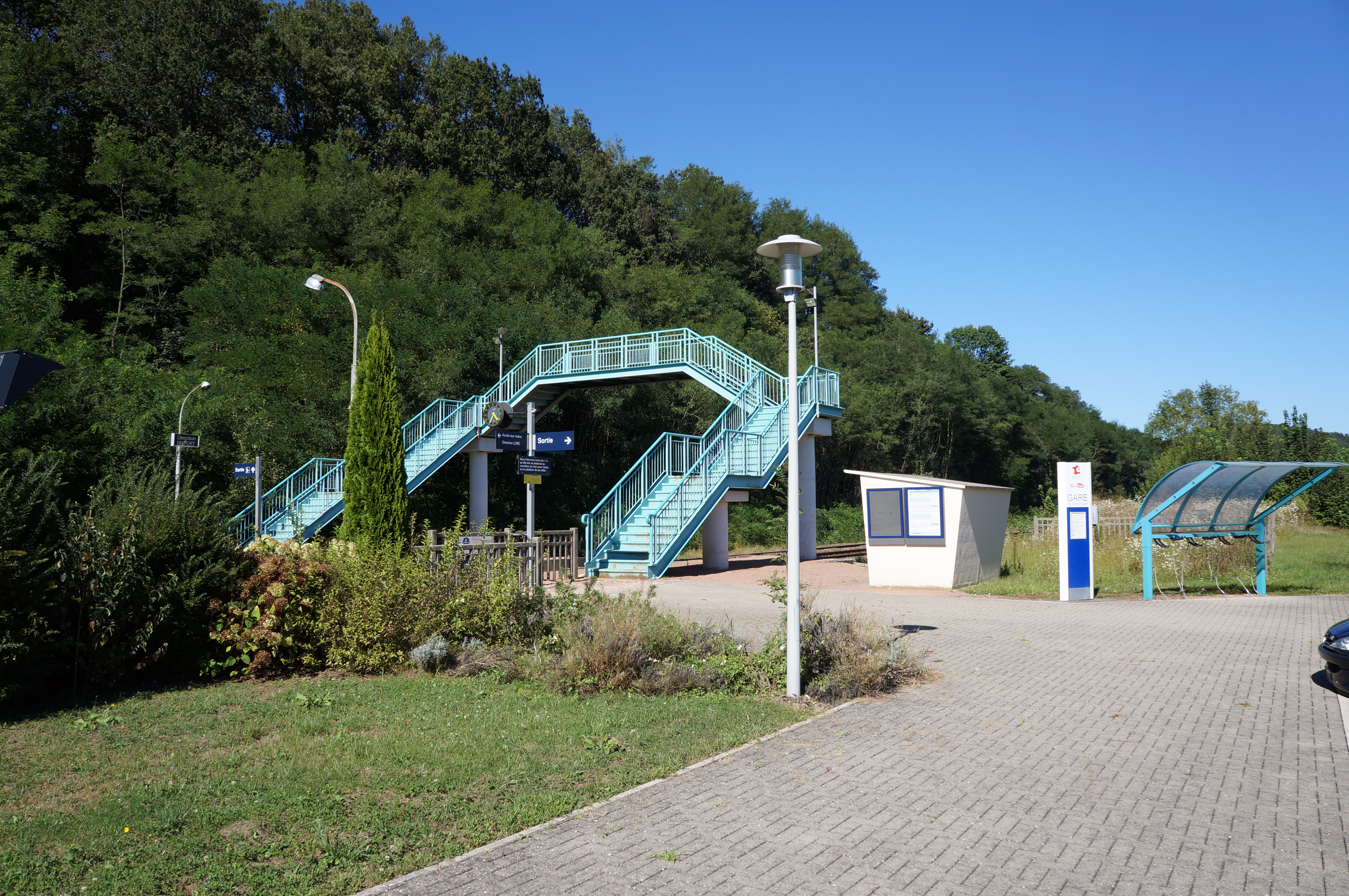
Vue générale de la gare.

## Histoire

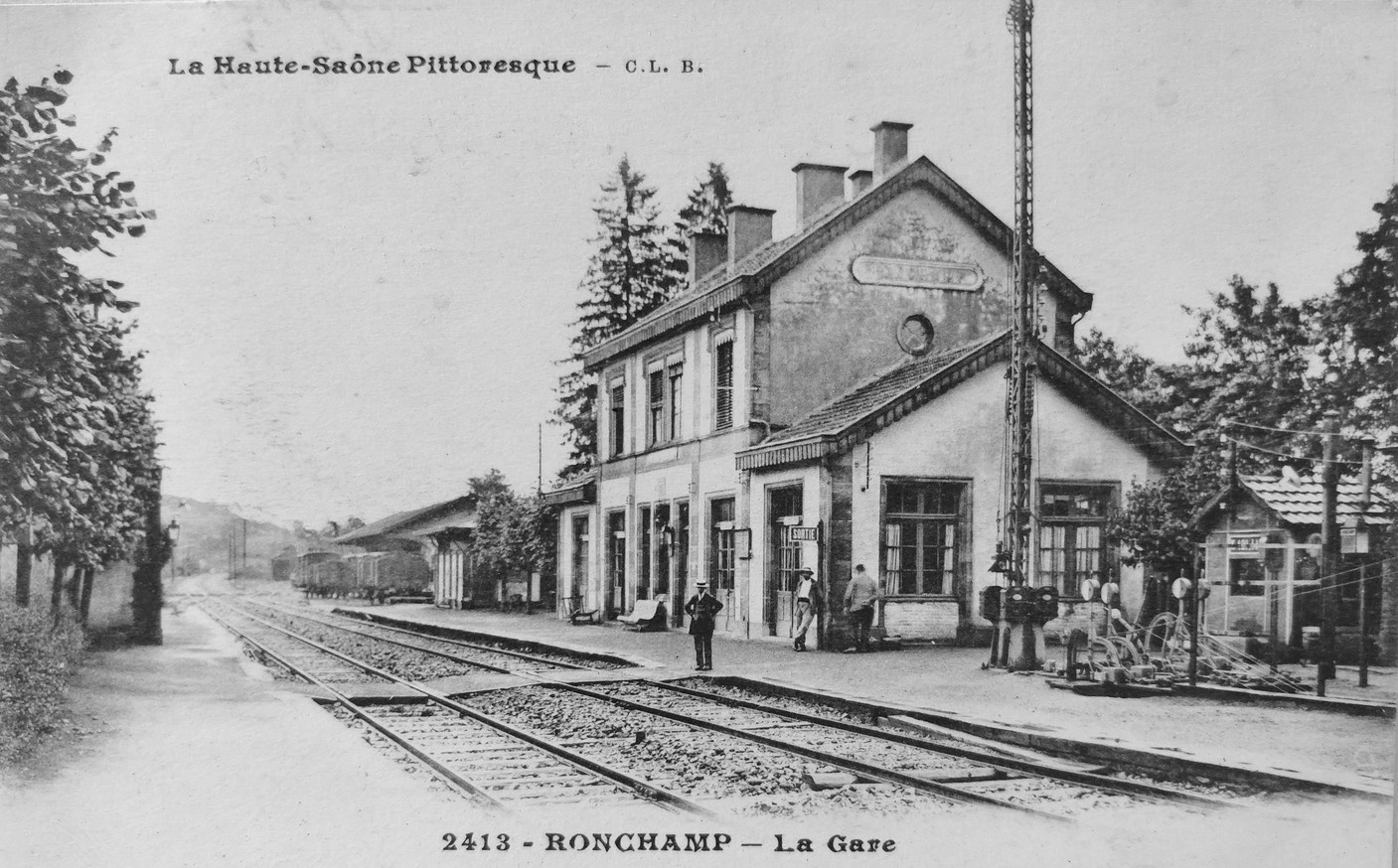
La gare vers 1900.

La « station de Ronchamp » est mise en service le 26 avril 1858 par la Compagnie des chemins de fer de l'Est, lorsqu'elle ouvre à l'exploitation la section de Vesoul à Belfort qui permet l'ouverture de la totalité de sa ligne de Paris à Mulhouse.
Les installations de la gare sont opérationnelles le jour de l'ouverture. La gare de Ronchamp était en liaison avec le réseau ferré des mines locales.
En avril 1882, le conseil général du département émet le vœu d'un arrêt du train express n° 40-33 ; il considère que la Compagnie doit y répondre favorablement du fait de l'importance du tonnage transporté et de la recette produite par la gare, qui est de 622 238,23 fr en 1881.
L'ancien bâtiment voyageurs est démoli en 1990, les trains ne s'arrêtant plus à Ronchamp. À cette époque-là, le bâtiment était désaffecté et squatté,.
En 2000, les trains y font de nouveau halte ; les installations se résument à une passerelle et deux abris (un pour chaque quai). À l'occasion des festivités du cinquantenaire de la chapelle Notre-Dame du Haut qui induit une hausse du tourisme à Ronchamp et par conséquent de la fréquentation de la gare, cette dernière connait plusieurs aménagements en mai et juin 2005 : création d'un véritable parking avec zone de stationnement délimitée, pavement de la terrasse permettant la jonction du parking et des quais, plantation d'arbres et mise en place d'une jonction directe entre les deux quais, la passerelle étant insuffisante en cas de forte influence et inaccessible aux personnes à mobilité réduite.

## Fréquentation
Ce sont principalement les étudiants et les travailleurs qui empruntent cette gare quotidiennement. Les touristes sont des usagers que l'on retrouve principalement en saison estival.
De 2015 à 2024, selon les estimations de la SNCF, la fréquentation annuelle de la gare s'élève aux nombres indiqués dans le tableau ci-dessous.
| Année     | 2015   | 2016   | 2017   | 2018   | 2019   | 2020   | 2021   | 2022   | 2023   | 2024   |
| --------- | ------ | ------ | ------ | ------ | ------ | ------ | ------ | ------ | ------ | ------ |
| Voyageurs | 33 001 | 31 724 | 31 536 | 30 923 | 41 658 | 36 900 | 41 293 | 51 748 | 43 085 | 51 940 |

## Service des voyageurs

### Accueil
Halte SNCF, c'est un point d'arrêt non géré (PANG) à entrée libre. Elle dispose d'un abri sur chaque quai.
Une passerelle permet le passage d'un quai à l'autre.

### Desserte
Ronchamp est desservie par des trains TER Bourgogne-Franche-Comté, qui effectuent des missions entre les gares de Vesoul et de Belfort ou de Montbéliard.

### Intermodalité
Un parking pour les véhicules y est aménagé.

## Galerie de photographies

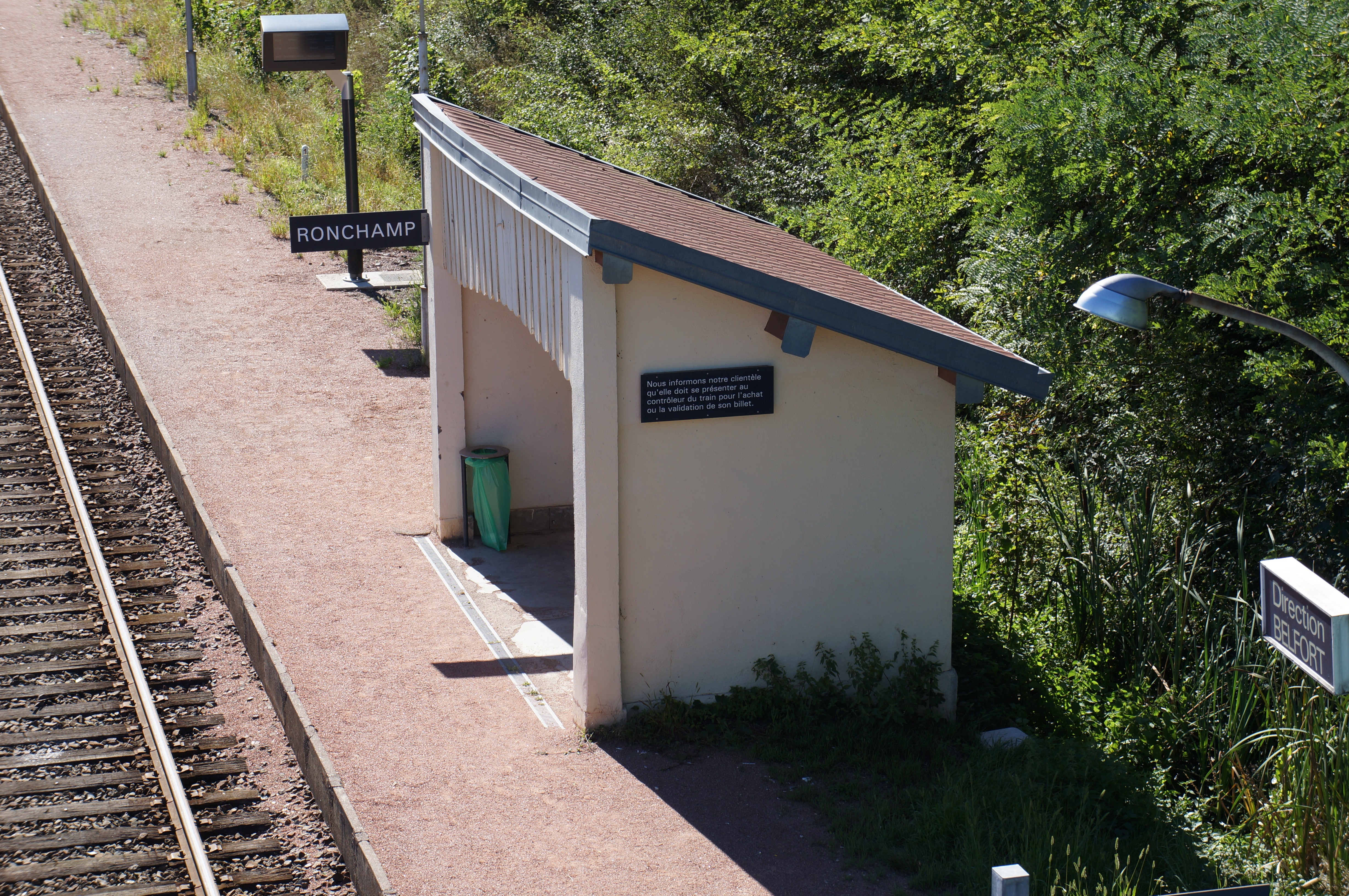
Le premier abri de quai.
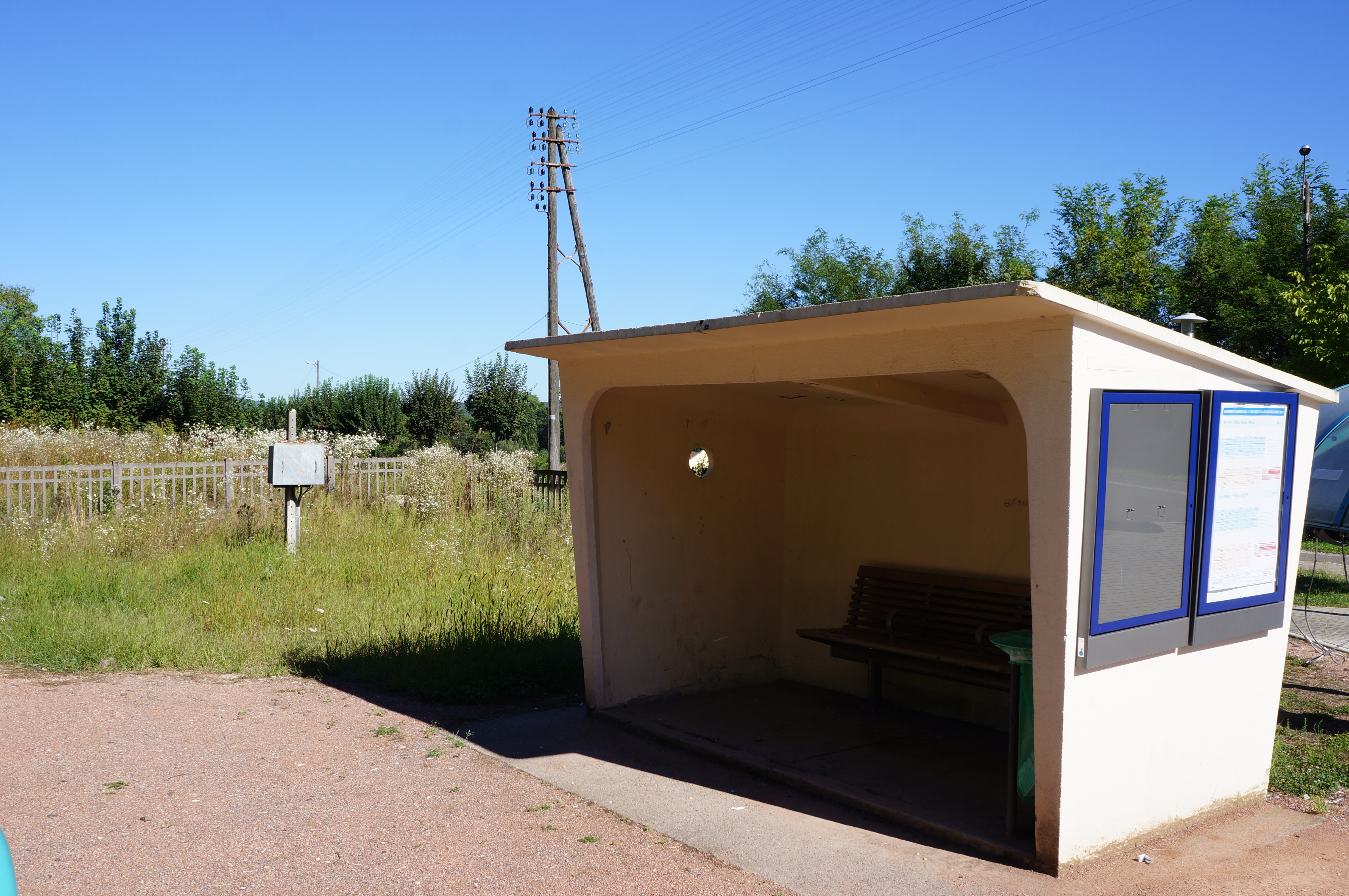
Le second abri de quai (côté sortie).